# Nebelschütz
Nebelschütz (szorb nyelven Njebjelčicy) település Németországban, azon belül Szászország tartományban. Lakosainak száma 1200 fő (2023. december 31.). Nebelschütz Panschwitz-Kuckau, Elstra, Kamenz, Oßling, Ralbitz-Rosenthal és Räckelwitz községekkel határos.

## Népesség
A település népességének változása:
| Lakosok száma | 1184 | 1180 | 1187 | 1202 | 1200 |
|               | 2017 | 2019 | 2021 | 2022 | 2023 |